# انتاسکرا
انتاسکرا روستایی در استان ریفت والی، کنیا می‌باشد.